# I. e. 158
Évszázadok: i. e. 3. század – i. e. 2. század – i. e. 1. század
Évtizedek: i. e. 200-as évek – i. e. 190-es évek – i. e. 180-as évek – i. e. 170-es évek – i. e. 160-as évek – i. e. 150-es évek – i. e. 140-es évek – i. e. 130-as évek – i. e. 120-as évek – i. e. 110-es évek – i. e. 100-as évek
Évek: i. e. 163 – i. e. 162 – i. e. 161 – i. e. 160 –  i. e. 159 – i. e. 158 – i. e. 157 – i. e. 156 – i. e. 155 – i. e. 154 – i. e. 153

## Események

### Hellenisztikus birodalmak
- A Kappadókiai Királyságban belháború tör ki, Orophernész Niképhorosz fellázad testvére, V. Ariarathész király ellen. I. Démétriosz szeleukida király a lázadót támogatja, mert Ariarathész korábban elutasította a nővérével, Laodikével kötendő házasságot (római tanácsra, mert Laodiké korábban a Rómával háborúzó Perszeusz makedón király felesége volt). Ariarathész Rómába menekül.

### Róma
- Marcus Aemilius Lepidust és Caius Popillius Laenast választják consulnak.

## Születések
- Publius Rutilius Rufus, római államférfi és történetíró

## Fordítás
- Ez a szócikk részben vagy egészben  a(z)   158 BC című angol Wikipédia-szócikk ezen változatának fordításán alapul.  Az eredeti cikk szerkesztőit annak laptörténete sorolja fel. Ez a jelzés csupán a megfogalmazás eredetét és a szerzői jogokat jelzi, nem szolgál a cikkben szereplő információk forrásmegjelöléseként.